# Noah's Ark (videogioco)
Noah's Ark è un videogioco a piattaforme per NES e pubblicato nel 1992 da Konami solo in Europa. A differenza di molti altri giochi biblici, questo è stato ufficialmente approvato da Nintendo.

## Modalità di gioco
Il giocatore controlla Noè, guidandolo in un viaggio attraverso sette continenti (Europa, America del Nord, America del Sud, Africa, Antartide, Australia e Asia) per salvare differenti animali e condurli sull'Arca. Noè è aiutato da diversi power-up che può raccogliere. Le anatre possono dargli armi più potenti, renderlo invulnerabile per un po' o fargli cambiare forma (ad esempio, andando sott'acqua muterà in pesce). Ogni continente è diviso in 3 livelli, per un totale di 21. Il terzo livello di ogni continente culmina con una battaglia contro un boss. Durante ogni livello l'acqua sale lentamente, rendendo più difficile i controlli.